# اونیتاریانیسم
اونیتاریانیسمعقیدهٔ دینی مبنی بر اینکه خدا در یک شخص متمرکز است نه در سه شخص چنانکه معتقدین به تثلیث می پندارند. این عقیده مقارن اصلاحات دینی توسط اشخاصی چون سروتوس و موکینوس شایع گشت. در انگلستان جان بیدل این مکتب را رواج داد و در آمریکا از سال ۱۷۸۵ میلادی گسترش یافت.